# 스즈키 도모코
스즈키 도모코(일본어: 鈴木 智子, 1982년 1월 26일 ~ )는 일본의 은퇴한 여자 축구 선수이다.

## 국가대표팀 경력
그녀는 2003년 1월 12일 미국과의 경기에서 일본 국가대표팀에 데뷔했다. 2003년 AFC 여자 축구 선수권 대회에도 출전했다. 그녀는 2005년까지 국제 A매치 3경기에 출전, 2득점을 넣었다.

## 통계
| 일본 | 일본 | 일본 |
| 연도 | 출전 | 득점 |
| ---- | ---- | ---- |
| 2003 | 2    | 2    |
| 2004 | 0    | 0    |
| 2005 | 1    | 0    |
| 통산 | 3    | 2    |